# Trg bana Josipa Jelačića (tramvajska postaja)
Trg bana Josipa Jelačića tramvajska je postaja u Zagrebu, nazvana po istoimenom trgu na kojem se nalazi. Ova postaja često se smatra glavnom (središnjom) tramvajskom postajom u Zagrebu, zbog svog položaja (u odnosu na tramvajske pruge i linije), ali i zbog velike posjećenosti. Kroz Trg bana Josipa Jelačića prolaze dnevne linije 1, 6, 11, 12, 13, 14 i 17, te noćne 31, 32 i 34. Postaja je otvorena 1891. godine, te je bila jedna od prvih tramvajskih postaja u Zagrebu (s obzirom na to da je otvorena na prvoj tramvajskoj pruzi u Zagrebu).